# Muggsy Bogues
Tyrone Curtis "Muggsy" Bogues (Maryland, 9 de janeiro de 1965) é um ex-jogador de basquete americano.
Bogues jogou como Armador em quatro equipes durante sua carreira de 14 temporadas na NBA. Embora mais conhecido por suas dez temporadas com o Charlotte Hornets, ele também jogou no Washington Bullets, Golden State Warriors e no Toronto Raptors. 
Depois de sua carreira na NBA, ele atuou como treinador da extinta equipe da WNBA, Charlotte Sting.
Com 1,60, ele é o menor jogador a jogar na National Basketball Association (NBA).

## Primeiros anos
Bogues nasceu em Baltimore, Maryland e cresceu nos projetos habitacionais de Lafayette Court. Ele foi criado por sua mãe depois que seu pai foi para a prisão. 
Ele frequentou a Dunbar High School em Baltimore sendo companheiro de equipe dos futuros jogadores da NBA, David Wingate, Reggie Williams e Reggie Lewis. A equipe terminou a temporada de 1981-82 com um recorde de 29-0 e terminou 31-0 na temporada seguinte, sendo classificados em primeiro lugar no país pelo USA Today.

## Carreira universitária

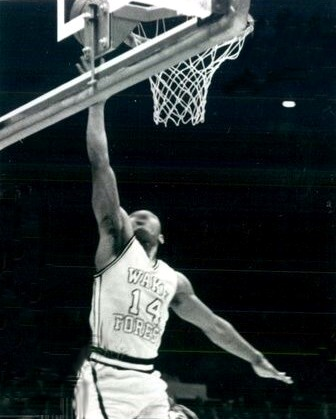
Bogues fazendo uma enterrada quando jogando na Universidade de Wake Forest.

Ele jogou quatro anos na Universidade de Wake Forest tendo médias de 11,3 pontos, 8,4 assistências e 3,1 roubos de bola por jogo em seu primeiro ano e 14,8 pontos, 9,5 assistências e 2,4 roubos de bola por jogo em seu último ano. 
Quando a sua carreira universitária terminou, ele era o líder da ACC em roubos de bola e assistências.
Bogues jogou pela Seleção Americana no Campeonato Mundial de Basquetebol Masculino de 1986 e conquistou a medalha de ouro.

## Carreira na NBA
Depois de um breve período jogando no Rhode Island Gulls da USBL, Bogues foi selecionado pelo Washington Bullets com a 12º escolha geral no Draft de 1987 e fez parte de uma classe repleta de talentos que também incluiu David Robinson, Reggie Miller e Scottie Pippen. 
Em seu ano de estreia, Bogues era companheiro de equipe de Manute Bol que tinha 2, 31 m de altura. Eles são os jogadores mais altos e mais baixos da história da NBA com diferença de 71 cm entre eles.
Apesar de sua altura, Bogues conseguiu bloquear 39 arremessos na NBA, incluindo um de Patrick Ewing que tinha 2,13 m de altura. Ele supostamente tinha um salto vertical de 110 cm, mas suas mãos eram muito pequenas para segurar uma bola para enterrar. Foi alegado que Bogues uma vez enterrou com sucesso durante um treino em dezembro de 1990, mas isso nunca foi confirmado.

### Charlotte Hornets
O Miami Heat e o Charlotte Hornets ingressaram na NBA na temporada de 1988-89. Bogues ficou desprotegido pelos Bullets e em 22 de junho de 1988, os Hornets o selecionaram no Draft de Expansão. Quando Bogues se estabeleceu em Charlotte, ele ficou conhecido como um passador excepcional, um grande ladrão de bolas e um dos jogadores mais rápidos em quadra.
Bogues passou dez anos em Charlotte enquanto os Hornets, liderado por Alonzo Mourning e Larry Johnson, tornou-se um dos times mais populares da NBA. Bogues é o líder dos Hornets em minutos jogados (19,768), assistências (5,557), roubos de bola (1,067), turnovers (1,118) e assistências (13,5).

### Carreira posterior
A carreira de Bogues em Charlotte terminou quando ele foi negociado, juntamente com Tony Delk, para o Golden State Warriors em troca de B. J. Armstrong. 
Bogues jogou duas temporadas com os Warriors e depois assinou como um agente livre com o Toronto Raptors, onde acabaria por terminar sua carreira. Embora ele tenha sido negociado depois com o New York Knicks e o Dallas Mavericks, ele não jogou em nenhum dos times.

## Pós-carreira
Depois de deixar a NBA, Bogues trabalhou no setor imobiliário até 3 de agosto de 2005, quando foi nomeado treinador do Charlotte Sting da WNBA. Bogues levou os Sting a um recorde de 14-30 antes de ser demitido em janeiro de 2007.
Em 2011, ele se tornou o treinador principal da United Faith Christian Academy em Charlotte, Carolina do Norte, depois de servir como assistente do ex-treinador Shaun Wiseman.
Em 18 de março de 2014, Bogues foi nomeado embaixador do Charlotte Hornets, participando da reconstrução da equipe.

## Televisão e no cinema
Bogues apareceu no filme "Space Jam", como um dos cinco jogadores da NBA (junto com Charles Barkley, Shawn Bradley, Larry Johnson e Patrick Ewing) cujas habilidades foram roubadas pelos vilões Monstars. Em 1996, Bogues fez uma aparição no filme "Eddie", em que o personagem de Whoopi Goldberg flerta com ele.
Ele fez uma aparição na série de TV, "Curb Your Enthusiasm", como ele mesmo, compartilhando um banheiro com Larry David e Richard Lewis e quase tendo uma briga com David depois de pegá-los olhando para seu pênis enquanto urinava.
Ele fez uma aparição em um episódio de Saturday Night Live com Charles Barkley como apresentando e com o Nirvana como convidado musical. Ele também apareceu em um episódio do Hang Time, onde ele falou contra os esteroides. Bogues também apareceu em "Rebound", o primeiro episódio da 7ª temporada de Royal Pains, no qual ele participou de uma festa de boas-vindas oferecida pela Sra. "New Parts" Newberg.

## Estatísticas

### Temporada regular
| Ano      | Equipe       | PJ  | PT  | MPJ  | AP   | 3P   | LL    | RT  | AS   | BR  | TO | PPJ  |
| -------- | ------------ | --- | --- | ---- | ---- | ---- | ----- | --- | ---- | --- | -- | ---- |
| 1987–88  | Washington   | 79  | 14  | 20.6 | .390 | .188 | .784  | 1.7 | 5.1  | 1.6 | .0 | 5.0  |
| 1988–89  | Charlotte    | 79  | 21  | 22.2 | .426 | .077 | .750  | 2.1 | 7.8  | 1.4 | .1 | 5.4  |
| 1989–90  | Charlotte    | 81  | 65  | 33.9 | .491 | .192 | .791  | 2.6 | 10.7 | 2.0 | .0 | 9.4  |
| 1990–91  | Charlotte    | 81  | 46  | 28.4 | .460 | .000 | .796  | 2.7 | 8.3  | 1.7 | .0 | 7.0  |
| 1991–92  | Charlotte    | 82  | 69  | 34.0 | .472 | .074 | .783  | 2.9 | 9.1  | 2.1 | .1 | 8.9  |
| 1992–93  | Charlotte    | 82  | 80  | 35.0 | .453 | .231 | .833  | 3.7 | 8.8  | 2.0 | .1 | 10.0 |
| 1993–94  | Charlotte    | 77  | 77  | 35.7 | .471 | .167 | .806  | 4.1 | 10.7 | 1.7 | .0 | 10.9 |
| 1994–95  | Charlotte    | 78  | 78  | 33.7 | .477 | .200 | .889  | 3.3 | 8.7  | 1.3 | .0 | 11.1 |
| 1995–96  | Charlotte    | 6   | 0   | 12.8 | .375 | .000 | 1.000 | 1.2 | 3.2  | .3  | .0 | 2.3  |
| 1996–97  | Charlotte    | 65  | 65  | 28.9 | .400 | .417 | .844  | 2.2 | 7.2  | 1.3 | .0 | 8.0  |
| 1997–98  | Charlotte    | 2   | 0   | 8.0  | .437 | .000 | 1.000 | .5  | 2.0  | 1.0 | .0 | 3.0  |
| 1997–98  | Golden State | 59  | 31  | 26.3 | .494 | .250 | .894  | 2.2 | 5.5  | 1.1 | .1 | 5.8  |
| 1998–99  | Golden State | 36  | 5   | 19.8 | .439 | .000 | .861  | 2.0 | 3.7  | 1.2 | .0 | 5.1  |
| 1999–00  | Toronto      | 80  | 5   | 21.6 | .448 | .333 | .908  | 1.7 | 3.7  | .8  | .1 | 5.1  |
| 2000–01  | Toronto      | 3   | 0   | 11.3 | .000 | .000 | .000  | 1.0 | 1.7  | .7  | .0 | 0.0  |
| Carreira | Carreira     | 889 | 556 | 28.6 | .458 | .278 | .827  | 2.6 | 7.6  | 1.6 | .0 | 7.7  |

### Playoffs
| Ano      | Equipe     | PJ | PT | MPJ  | AP   | 3P   | LL    | RT  | AS  | BR  | TO | PPJ  |
| -------- | ---------- | -- | -- | ---- | ---- | ---- | ----- | --- | --- | --- | -- | ---- |
| 1988     | Washington | 1  | 0  | 2.0  | .000 | .000 | .000  | .0  | 2.0 | .0  | .0 | 0.0  |
| 1993     | Charlotte  | 9  | 9  | 38.4 | .476 | .000 | .714  | 4.0 | 7.8 | 2.7 | .0 | 9.8  |
| 1995     | Charlotte  | 4  | 4  | 36.3 | .311 | .333 | 1.000 | 1.5 | 6.3 | 1.0 | .0 | 8.5  |
| 1997     | Charlotte  | 2  | 2  | 29.0 | .579 | .857 | 1.000 | 1.5 | 2.5 | .5  | .0 | 16.0 |
| 2000     | Toronto    | 3  | 2  | 29.0 | .286 | .333 | .333  | 2.0 | 1.7 | 1.3 | .0 | 5.3  |
| Carreira | Carreira   | 19 | 17 | 33.6 | .419 | .476 | .769  | 2.7 | 5.6 | 1.7 | .0 | 8.9  |

Fonte: